# Bonifazio Etxegarai
Bonifazio Etxegarai ou Bonifacio de Echegaray Corta, né le 5 juin 1878 à Zumaia et mort le 24 décembre 1956 à Durango, est un homme de loi, un écrivain et académicien basque espagnol de langue espagnole.